# Nguyễn Quốc Chung
 Nguyễn Quốc Chung  (sinh ngày 2 tháng 1 năm 1965) là một chính khách người Việt Nam. Ông nguyên là Phó Bí thư Thường trực Tỉnh ủy, Chủ tịch HĐND tỉnh Bắc Ninh.

## Xuất thân
Ông sinh ngày 2 tháng 1 năm 1965, quê quán: khu phố Rích Gạo, phường Phù Chẩn, thành phố Từ Sơn, tỉnh Bắc Ninh.

## Giáo dục
Ông có trình độ chuyên môn tiến sĩ kinh tế, trình độ lí luận chính trị cao cấp.

## Sự nghiệp
Từ tháng 4 năm 1988 đến tháng 12 năm 1996, ông lần lượt giữ các chức vụ tự cán bộ phòng rồi Phó phòng quản lý ngân sách thuộc Sở Tài chính tỉnh Hà Bắc.
Từ tháng 1 năm 1997 đến tháng 1 năm 2003, ông trở thành Trưởng phòng quản lý ngân sách thuộc Sở Tài chính tỉnh Bắc Ninh vừa chia tách.
Từ tháng 2 năm 2003 đến tháng 2 năm 2009, ông giữ chức Phó Giám đốc Sở Tài chính tỉnh Bắc Ninh.
Từ tháng 3 năm 2009 đến tháng 3 năm 2010, ông được đều về thị xã Từ Sơn và giữ chức Phó Bí thư Thị ủy, Chủ tịch UBND thị xã Từ Sơn.
Tháng 4 năm 2010, ông trở thành Tỉnh ủy viên, giữ chức Bí thư Thị ủy, Chủ tịch UBND thị xã Từ Sơn. Đến tháng 11 năm 2010, ông thôi chức Chủ tịch UBND thị xã Từ Sơn.
Tháng 1 năm 2011, ông thôi giữ chức Bí thư Thị ủy Từ Sơn, được đều về giữ chức Giám đốc Sở Tài chính tỉnh Bắc Ninh.
Tháng 9 năm 2011, ông được chuyển qua Sở Kế hoạch và đầu tư tỉnh Bắc Ninh và làm giám đốc của sở này đến tháng 12 năm 2015.
Từ tháng 8 năm 2012, ông trở thành Ủy viên Ban Thường vụ Tỉnh ủy cho đến nay.
Tháng 1 năm 2016 đến ngày 8 tháng 11 năm 2019, ông giữ Trưởng Ban Nội chính Tỉnh ủy Bắc Ninh, Trưởng Ban Kinh tế - Ngân sách HĐND tỉnh Bắc Ninh khóa XVIII.
Ngày 8 tháng 11 năm 2019, ông trở thành Phó Bí thư Tỉnh ủy Bắc Ninh.
Ngày 14 tháng 11 năm 2019, ông được HĐND tỉnh bầu giữ chức Chủ tịch HĐND tỉnh Bắc Ninh.
Ngày 25 tháng 9 năm 2020, ông được bầu làm Phó Bí thư Thường trực Tỉnh ủy Bắc Ninh nhiệm kì 2020 - 2025.
Ngày 10 tháng 7 năm 2024, tại kỳ họp thứ 18 Hội đồng Nhân dân tỉnh Bắc Ninh khóa XIX đã thông qua Nghị quyết miễn nhiệm chức danh Chủ tịch HĐND tỉnh Bắc Ninh và cho thôi làm nhiệm vụ đại biểu HĐND tỉnh Bắc Ninh khóa XIX, nhiệm kỳ 2021 - 2026 đối với ông Nguyễn Quốc Chung theo nguyện vọng cá nhân. Trước đó, ông Nguyễn Quốc Chung đã có đơn xin nghỉ hưu trước tuổi và được Ban Bí thư đồng ý và Kết luận số 1114-KL/TU ngày 5/7/2024 của Ban Thường vụ Tỉnh ủy Bắc Ninh.